# Lkhazan Khan
Lkhazan Khan (mongol : ᠯᠠᠽᠠᠩ
ᠬᠠᠨ, VPMC : Lazaang qan, cyrillique : Лхазан хан ou Лхавзан хан Lkhavzan Khan), également orthographié Lhazhang (tibétain : ལྷ་བཟང༌།, Wylie : lha bzang, pinyin tibétain : Lhasang, THL : lhazang) ou Lazang Han (chinois : 拉藏汗 ; pinyin : lāzàng hàn) né au XVIIe siècle, mort à Lhassa en 1717) était le petit-fils de Güshi Khan est un khan qoshot-oïrat et roi du Tibet.

## Biographie
Il empoisonne son frère Tenzin Wangchuk Khan, incapable de conserver le pouvoir sur le Tibet, qu'avait acquis Güshi Khan et commencé à perdre Dalai Khan, et tente une reprise en main.
Selon John Powers, il est le dernier Qoshots à s'être attribué le titre de roi du Tibet. Robert Barnett le décrit comme un roi du Tibet sous hégémonie Qing.
En 1705-1705, Lkhazan Khan, prend Lhassa. La femme, du khan, Tsering Trashi capture le régent Dési, Sangyé Gyatso et le tue. Il détrône le jeune Tsangyang Gyatso (VIe dalaï-lama) que Sangyé Gyatso avait nommé. Lkhazan Khan et l'empereur de la dynastie Qing, Kangxi font nommer un nouveau dalaï-lama, Yeshe Gyatso, muni de l'investiture chinoise (1708-1710).
Il donne la permission, privilège rare, pour un étranger, d'acheter une maison à Lhassa, au missionnaire jésuite italien, Ippolito Desideri, arrivé à Lhassa au début de l'année 1716. Celui-ci y restera jusqu'à l'invasion dzoungar.
Les Dzoungars dirigés par Tsewang Rabtan, Tchoros, marié avec la sœur de Lkhazan Khan, sont appelés à l'aide. Tseren Dondob (Цэрэндондов), frère de Tsewang Rabtan, accompagné de 6 000 hommes conquièrent Lhassa et tuent Lkhazan Khan en 1717, avant d'être défaits par la dynastie Qing au monastère Tav, près de Xining (surnommé Kumbum en occident). Tsewang Rabtan prend le pouvoir de Lhassa et continue ses conquêtes vers les territoires des Khalkhas en Mongolie-Intérieure.